# Ернст Јингер
Ернст Јингер (Хајделберг, 29. март 1895 - Ридлинген, 17. фебруар 1998) био је немачки књижевник, филозоф и војно лице. Сматра се једном од контроверзнијих фигура европске мисли 20. века и једним од важнијих идеолога политичке деснице. Рођен је у добростојећој грађанској породици. Са осамнаест година постао је војни добровољац у Првом светском рату, где се истакао храброшћу и постао најмлађи добитник Ордена за заслуге, највишег немачког војног одликовања. Након рата стекао је славу мемоарима Челична олуја (1920), кратким романом Олуја (1923) и есејима Рат као унутрашње искуство (1922), Честар 125, (1924) и Ватра и крв (1925). У њима је рат и ратно искуство уздигао у митске димензије, истакнувши да се све животне супротности, укључујући и оне између културе и варварства, превазилазе у крвавој и ватреној иницијацији у ратним рововима. Иако је у његовим списима присутан утицај различитих идеологија, Јингер се на политичкој схеми одређује као конзервативни националиста. Његово политичко деловање је повезивано са покретом Конзервативна револуција, заједно са филозофским делањем Мартина Хајдегера, Карла Шмита, Освалда Шпенглера и многих других. Са друге стране, његова идеологија се често описивала као директна спона и најава нацистичке идеологије Немачке. Сам Јингер није гајио симпатије према Хитлеру и нацизму и више пута је од ње правио отклон, сматрајући нацистичке расне теорије и еугенику вулгарним и провинцијским начином размишљања. Ипак, Хитлер је према њему гајио дубоко поштовање, и одбацио је Гебелсов предлог за његово хапшење, након изласка књиге На мермерним литицама, у којој су многи видели негативну критику самог фирера и његове идеологије. Упркос снажним критикама са којима се суочио у свом стодвогодишњем животу, поготово оних од интелектуалаца леве политичке оријентације, Јингер, по сопственом признању, никада није зажалио ни због чега што је написао.
Његово књижевно стваралаштво је разноврсно. Писао је романе, есеје, мемоаре и приповетке. Стваралаштво му је обојено авангардним нихилизмом, националистичком митологијом и експресионистичким изражајним средствима. Такође је приметан у појединим делима утицај надреализма и магијског реализма. Временом је развио хладни и прецизни стил, или, како га је сам Јингер називао, стил избрушене таме. Тежња ка стилској перфекцији види се и у чињеници да је своје мемоаре из Првог светског рата Челична олуја, преправљао, у периоду од првог издања 1920. до коначног издања у Сабраним делима 1952, укупно 8 пута.

## Биографија

### Детињство
Ернст Јингер је рођен 29. марта 1895. у Хајделбергу, као најстарије дете хемијског инжењера Ернеста Георга Јингера (1868–1943) и Каролине Лампл (1873–1950). Његов отац је стекао богатство на рудницима калијума. Био је веома близак са две године млађим братом Фридрихом Георгом (1898–1977), који ће постати значајни немачки песник. Школовао се у Хановеру и Брауншвајгу од 1901. до 1907, а затим у Вунсторфу од 1907. до 1912. Склон сањарењу, никада није заблистао са оценама. Током школовања развио је страст према авантуристичким романима и ентомологији. Заједно са братом Фридрихом Георгом прикључио се омладинском покрету Вандервогел 1911. У новембру исте године објављене су његове прве песме. У овом периоду живео је као млади песник боем.
Док је био ученик гимназије у Хамелну, осамнаестогодишњи Јинглер је новембра 1913. побегао у Алжир, не би ли се прикључио Легији странаца. Његова романтична визија Африке и Легије, изграђена на основу авантуристичких романа, ускоро је била урушена под ударом стварности, када се суочио са грубошћу војника, избегавши за длаку групно силовање. Шест недеља касније немачко министарство спољних послова је на наговор Јингеровог оца ургирало да се осамнаестогодишњи младић ослободи службе. Након отпуштања из Легије, Јингер је послат у школу у Хановеру, где је једно време седео у клупи са будућим комунистичким лидером Вернером Шолемом.

### Први светски рат
Учествовао је у Првом светском рату као добровољац. Деветнаестогодишњи младић је без војне припреме послат у ровове на западни фронт. Показао се као вешт, храбар и интелигентан војник те је 1915. унапређен у поручника. Постао је познат по показаном спокојству, чак и пред непријатељском ватром. У рату је видео неку врсту спиритуалности. Током четири године рата рањен је укупно 14 пута. У периодима прекида ватре, водио је дневник, који ће постати основа за његове мемоаре. Такође је доста читао. О томе је написао: ...у ратовима се много чита или у сваком случају постоји могућност за то за оне који предност дају књигама испред картања и бескрајних разговора. Спектакуларни део рата, који игра главну улогу у извештајима, веома је мали у поређењу са његовим сивим сплетовима, досадом и ишчекивањем. Месецима се нестрпљиво чекају ствари које би требало да дођу - у склоништу, у бункеру, на одморишту или резервном положају, у становима, на телефону. За лектиру је погодно ако сте старији водник или капетан, у сваком случају онај који даје стражу. На западном зиду морао сам по пола ноћи да останем под оружјем, а да не дође ниједан извештај. Имао сам ипак добро друштво: целокупног Толстоја. Поред Толстоја читао је Ничеа, Шопенхауера, Ариоста, Кубина, Мопасана као и ентомолошке дневнике. Током 1917, док је био у рововима и на патроли, скупљао је инсекте. 149 врста тврдокрилаца, које је уловио у периоду између 2. јануара и 27 јула 1917, описао је и датирао под називом Fauna coleopterologica douchyensis (Фауна тврдокрилаца у регији Души ле Мен). Током Пролећне офанзиве био је део елитних трупа изненађења, које су тестирале нову стратегију. За време једног од брзих напада Јингер је задобио метак у грло, и самим чудом преживео. За своје војне заслуге одликован је многобројним ордењем, добивши и Орден за заслуге, највише пруско одликовање које се додељивало до краја Првог светског рата. Овај орден, који је познат и по неформалним називом Плави Макс, током рата је додељен 700 пута, али је махом додељиван војним лицима са највишим чиновима. Јингер је био један од једанаесторице са нижим војним чином којем је додељена ова част. Уједно је био и њен најмлађи добитник.

### Међуратне године
Након Првог светског рата наставио је да служи као поручник у армији Вајмарске републике, док није демобилисан 1923. Студирао је зоологију, ботанику и филозофију. Славу је стекао 1920, када је своја ратна искуства преточио у мемоаре под насловом Челична олуја (In Stahlgewittern) 1920. У њима је представио рат као мистично искуство које разоткрива природу постојања. Оженио се 1925. Гретом фон Јајнен (1906–60). Имали су два сина, Ернста млађег (1926–44) и Александра (1934–93).
Јингер је објављивао чланке у неколико десничарских часописа, а његова политичка становишта између два рата су описивана као радикални национализам. Био је критичан према демократији као политичком моделу, изјавивши: Мрзим демократију попут куге. У тексту Национализам и јеврејско питање (Über Nationalismus und Judenfrage 1930) предлагао је асимилацију Јевреја са немачким народом или њихову емиграцију у Палестину. Садржај овог есеја спада у Јингерове најконтраверзније текстове, због којег је након Холокауста више пута оптужен за антисемитизам, посебно због тога што је Немачки народ назвао чистом водом а Јевреје црним уљем. У Јингерову одбрану се истицало да тај текст није објављен у неком нацистичком часопису, већ у Јужнонемачком месечнику (Süddeutsche Monatshefte), у броју који је био посвећен јеврејском питању и у коме су текстове објавили и многи јеврејски аутори, и чији је тадашњи уредник, Паул Николаус Косман, такође био Јеврејин. После рата Јингер је овај есеј називао грехом из младости, истичући да га је написао пре него што је геноцид над Јеврејима започет. Објавио је књигу Радник (Der Arbeiter) 1932. У есеју О болу, написаном и објављеном 1934, одбацио је либералне вредности слободе, сигурности, лакоће и комфора, и за меру човека узео његову способност да издржи бол и поднесе жртву. У ово време сковао је афоризам: Оно што ме не убије ојача ме, а оно што ме убије то ме учини још јачим.

### Трећи рајх
Пошто је био познати ратни херој и угледни националистички критичар Вајмарске републике, Хитлерова Националсоцијалистичка немачка радничка партија је у њему видела свог природног савезника. Међутим, Јингер је више пута одбио да постане члан нацистичке партије. Када се преселио за Берлин 1927, одбио је понуду да буде њихов посланик у Рајхстагу. У отвореном писму из 1930. јавно је осудио Хитлерово гушење Сељачког покрета (Landvolkbewegung). У нацистичком часопису Фелкишер беобахтер (Völkischer Beobachter), за који је у претходним годинама написао два текста, изашао је чланак 22. октобра 1932, у коме су га напали због одбијања политике Крви и тла, називајући га интелигентом и либералом. Јингер им је одговорио забраном штампања његових текстова. Следеће године поново је одбио да буде њихов посланик. Исте године одбио је чланство у Немачкој академији књижевности. Такође је одбио да говори на Гебелсовом радију. Био је један од неколицине националистичких аутора чије се име никада није појавило ни на једном писаном прогласу подршке Хитлеру. Заједно са братом Фридрихом Георгом напустио је Traditionsverein der 73er, организацију хановерских, војних ветерана из Првог светског рата, када су из ње искључени јеврејски чланови. Напустивши Берлин 1933. његову кућу је претражио Гестапо. Кратки роман На мермерним литицама (Auf den Marmorklippen) изашао је 1939. Многи читаоци су књигу интерпретирали као критику нацизма и карикатуру немачких вођа. Гебелс ју је забранио 1941, предложивши Хитлеру да Јингера затворе у концентрациони камп, али је Хитлер то одбио.
Када је избио Други светски рат, мобилисан је, добивши чин војног капетана. Није учествовао у борби, већ је преузео руковођење административних послова у окупираном Паризу. Такође је био задужен за спровођење смртне казне над немачким војним дезертерима. У Паризу се дружио са уметницима попут Пабла Пикаса и Жана Коктоа. Прве ратне године описао је у дневнику Баште и улице (Gärten und Straßen) 1942. Такође је у француској престоници био део кругова високих официра који су планирали збацивање Хитлера са власти. У овој организацији је учествовао са обода, тако да после Јулске завере, то јест неуспешног атентата на нацистичког вођу, Јингер није стрељан, јер нацистичке власти нису могле да докажу његову умешаност. Ипак због довољних сумњи удаљен је из немачке војске. Његов старији син, Ернст млађи, који је био војни кадет, ухапшен је због наводних субверзивних разговара и исказаних сумњи у немачку победу. На интервенцију његовог оца пуштен је на слободу, али је 29. новембра исте године упуцан на бојном пољу. Јингер је читавог живота оправдано сумњао да су га убили сами нацисти по наредби виших власти.

### Након Другог светског рата
Пошто је одбио да учествује у процесима денацификације након Другог светског рата, његове књиге биле су забрањене четири године у Немачкој под британском окупацијом. Његово дело Мир (Der Friede), написано 1943, а објављено 1947, означило је крај његовог политичког ангажмана. Наставио је да живи повучено у изолацији, редовно објављујући књиге. Западнонемачки издавач Клет објавио је Јингерова сабрана дела у десет томова 1965. Друга едиција сабраних дела, овог пута у 18 томова, објављена је у периоду од 1978 до 1983. На овај начин постао је, поред Гетеа, Клопштока и Виланда, четврти немачки књижевник који је за живота доживео два издања сабраних дела. Његови дневници писани од 1939. до 1949, објављени су 1948. под називом Рефлексије (Strahlungen). Роман Стаклене пчеле (Gläserne Bienen) излази 1957. У питању је једно од пионирских дела магичног реализма, у којем се представља будућност где аутоматске машине прете људској индивидуалности. Током педесетих и шездесетих путовао је по свету. Његова прва жена, Грета, умрла је 1960. Након две године самачког живота оженио се Лизелотеом Лорер.
Током живота експериментисао је са различитим дрогама и психоактивним супстанцама. У младости са етером, кокаином и хашишом а у старости са мескалином, халуциногеним печуркама и ЛСД-ијем. Ова искуства је описао у књизи Дрога и опијеност: приближавања (Annäherungen - Drogen und Rausch). ЛСД је пробао неколико пута дружећи се са Албертом Хофманом, научником који је открио његове психоактивне супстанце.
Једна од важнијих заслуга Јингерове касније књижевне каријере је његова концепција метаисторијске фигуре Анарха, идеалне фигуре сувереног појединца, зачета у роману Eumeswil (1977). Јингер Анарха описује речима: Суштинска разлика је у томе што је одметника одбацило друштво, док је анарх тај који одбацује друштво. То су два различита приступа пред опасностима света. Анарх никада не губи из вида своју омиљену тему: слободу. У односу на власт, анархист је њен смртни непријатељ. Анарх јој не признаје легитимитет. Он не тежи да је освоји. Анарх може бити било ко. Док сам седео у својој канцеларији у Мажестику 1941. године, држао сам се, што сам више могао, по страни од сваког политичког проблема. Анарх је у неку руку суверен, али и камелеон. Он је краљ шаховске партије, у игри чија сврха није у томе да еволуира, већ да постоји. Анарх се ослања на свој сопствени живот.
Јингер се прикључио немачком канцелару Хелмуту Колу и француском председнику Франсои Митерану 1984. у заједничком обележавању годишњице битке за Верден, где је идеологију рата у Немачкој пре и после Првог светског рата назвао кобном грешком. Његов млађи син Александар, физичар, извршио је самоубиство 1993.
Јингеров стоти рођендан прослављен је 29. марта 1995. са великом пажњом јавности. Годину дана пред смрт прешао је у римокатоличанство, примивши причест. Умро је 17. фебруара у Ридлингену у 102. години живота.